# Vela cangrea
|  | No s'ha de confondre amb vela aurica. |

Vela cangrea

La vela cangrea és una vela trapezial de forma asimètrica, que es desplega entre la botavara, el pal i l'antena o pic d'un veler. El caient de popa és, normalment, el costat més llarg i el gràtil alt que va afermat al pic, és el més curt. El gràtil baix o simplement gràtil que corre al llarg del pal i el pujament el qual enverga en la botavara solen tenir una longitud semblant.

## Història

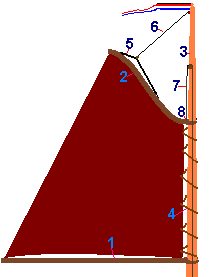
Elements d'una vela cangrea: 1. Botavara, 2. Gràtil, 3. pal, 4. Ralinga de la caiguda de proa, 5. Puny de pena, 6. Drissa de pena, 7. Drissa de boca, 8. Puny de boca

La vela cangrea neix com a evolució de les mitjanes llatines que guarnien les fragates i els navilis fins al segle xix. L'aparell es difon ràpidament entre els velers de cabotatge del mar del Nord i d'Escandinàvia, i, posteriorment passa a la Mediterrània, als Estats Units i a altres indrets del món. Koffs i balandres holandeses, schooners i quetxs britànics, jagts finesos, goletes de dobles gàbies, pailebots mallorquins, són alguns exemples de velers de cabotatge que han guarnit aquest aparell.
Aquesta vela ha sobreviscut fins avui dia, en aquests velers i en els iots de regata que s'han restaurat o que s'han construït com a reproduccions dels velers de regates del període 1850- 1939. Igualment, la vela cangrea es troba en totes les fragates i bergantins, i guarneix tot un pal de la corbeta.

## Distinció amb vela aurica

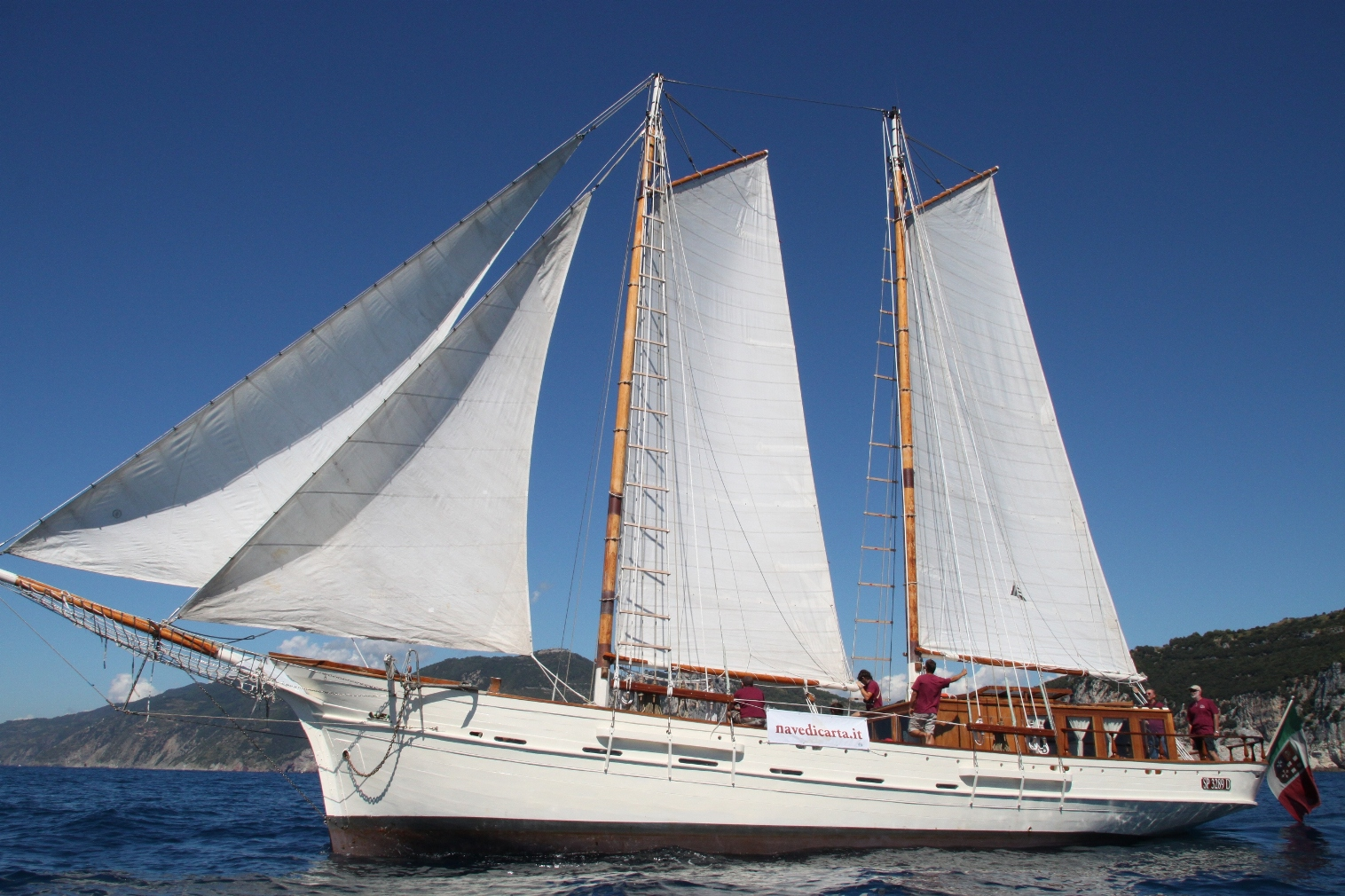
La goleta Oloferne amb dues veles cangrees

En Ricard Jaime Pérez va albirar el problema en el seu "Diccionari de l'aparell i del velam en els grans velers." i el va resoldre de la següent manera:
| «                                                                               | Proposem el terme cangrea quan es tracti d’una vela aurica amb botavara, i mantenir el mot aurica, per aquelles veles de tallant i trapezoïdals que no guarneixen botavara. Aquesta distinció, necessària, la fa també l'espanyol, que distingeix entre cangreja (amb botavara) i cangrejo (sense), a més d’aurica com a terme que engloba totes dues. | » |
| — Jaime Pérez, Ricard. Diccionari de l'aparell i del velam en els grans velers. | |   |

## Elements d'una vela cangrea
1. Botavara
2. Gràtil
3. Masteler
4. Ralinga de la caiguda de proa
5. Puny de pena
6. Drissa de pena
7. Drissa de boca
8. Puny de boca